# Meer van Serre-Ponçon
Het meer van Serre-Ponçon is een stuwmeer in de Franse Hautes-Alpes. De stuwdam van 124 m hoog en 630 m lang werd gebouwd van 1955 tot 1961 op de Durance, twee kilometer stroomafwaarts vanaf de monding van de Ubaye. Aan de voet van de dam ligt het compensatiemeer van van Espinasses dat via het EDF-kanaal van de Durance uitmondt in de Étang de Berre.
De waterkrachtcentrale van Serre-Ponçon voorziet bijna 300.000 personen van stroom. Het stuwmeer is 20 km lang, heeft een oppervlakte van 28,2 km² en bevat bij hoogwater meer dan 1,2 miljard m³ water. Aan de oevers van het meer liggen drie gemeenten: Embrun, Chorges en Savines-le-Lac.

## Geschiedenis
In de 19e eeuw werden plannen gemaakt om de Durance af te dammen om verwoestende overstromingen te voorkomen. Zo was er in 1843 en 1856 veel schade bij de monding in de Rhône rond Avignon. Het debiet van de Durance kon sterk variëren, tussen 18 en 1800 m³ per seconde.
In 1895 werden de eerste plannen getekend voor stuwdammen in de Durance. In 1955 waren de plannen afgerond en werd er een wet gestemd die de bouw en de exploitatie (als concessionaris) van de stuwdam toevertrouwde aan EDF. Voor de aanleg van het meer moesten 1500 mensen verhuizen, moesten twee dorpen wijken en werden 400 gebouwen gedynamiteerd. Van het dorp Ubaye zijn de resten wel nog zichtbaar bij laag water. Hetzelfde geldt voor het spoorwegviaduct van Chanteloube (gebouwd tussen 1909 en 1934 maar nooit in gebruik genomen). Van het oude dorp Savines rest enkel de hoger gelegen kapel Saint-Michel, die nu op een eiland in het meer ligt. Dit laatste dorp werd nieuw opgebouwd als Savines-le-Lac naar plannen van architect Achille de Panaskhet. Bij de bouw van de stuwdam waren 3000 arbeiders betrokken. Het vullen van het meer was afgerond in mei 1961.

## Functies
Een belangrijke functie van de stuwdam is het voorkomen van overstromingen, maar het water wordt ook gebruikt voor de constante aanvoer van drinkwater, irrigatie van agrarisch gebied en de opwekking van elektrische energie.
In en bij de dam bevinden zich installaties met een capaciteit van 700 miljoen kilowattuur per jaar, ongeveer een tiende van alle in Frankrijk opgewekte waterkrachtenergie. Dit vermogen wordt geleverd door 16 waterkracht-generatoren. De waterkrachtcentrale werd ontworpen door Jean Prouvé en Jean de Mailly en is gedeeltelijk uitgehouwen in de rotswanden. De centrale wordt vanop afstand bestuurd vanuit een centrale in Sainte-Tulle. De waterkrachtcentrale werd beschermd als Patrimonium van de XXe eeuw. Stroomafwaarts, tot aan de rivier Rhône, bevinden zich in de Durance nog enkele waterkrachtcentrales, die evenals de Barrage de Serre-Ponçon in beheer zijn bij de Franse nationale energiemaatschappij EDF.
Het stuwmeer is ook een toeristische trekpleister met vooral in de omgeving van Embrun sport- en recreatiefaciliteiten waarvoor er in de zomermaanden een geschikt waterniveau wordt aanhouden.

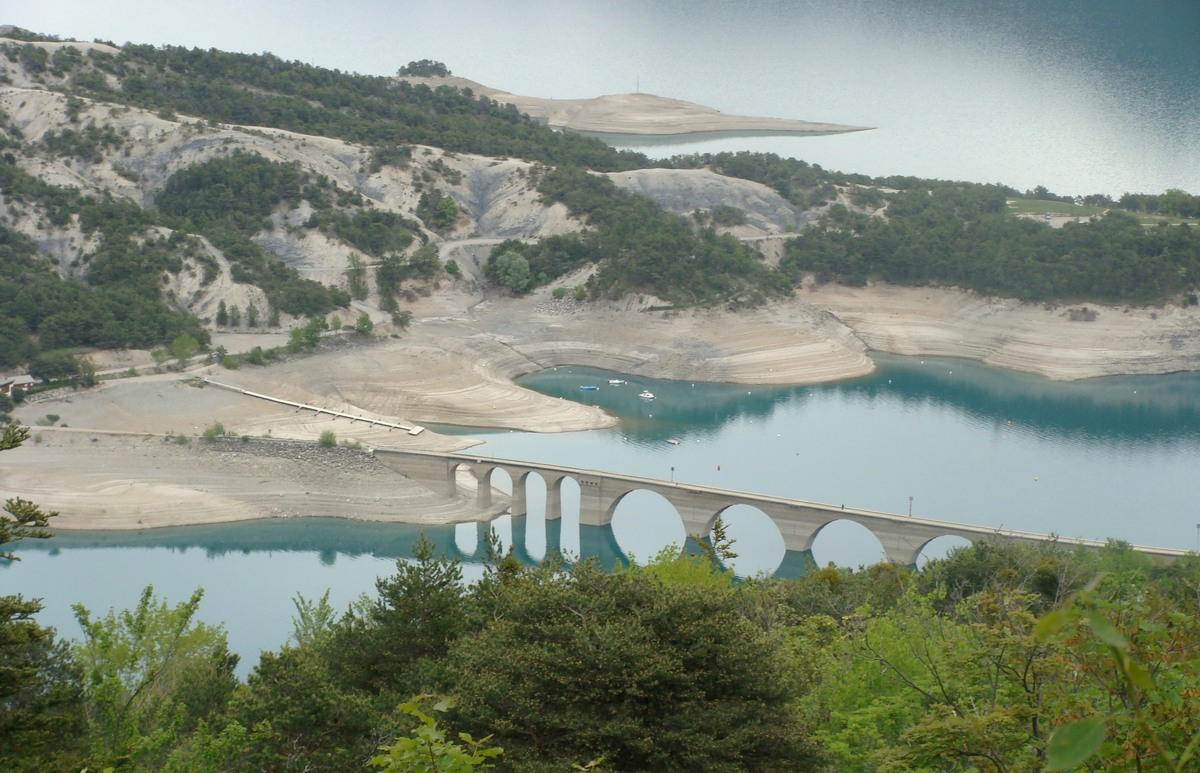
De omgeving van Chanteloube gezien vanaf de weg van Chorges naar Serre-Ponçon. De weg linksachter de aanloophelling naar de viaduct is het voormalige platform van de spoorlijn naar Briançon (die de Pointe de Chanteloube passeerde via een tunnel)